# Joel Mokyr
Joel Mokyr (Leiden, 26 de julho de 1946) é um historiador da economia americana. Doutorado em 1974, detém a cátedra Robert H. Strotz de Artes e Ciências da Northwestern University.
Desde 2021 é cotado pelo grupo de mídia Clarivate em razão do número de suas citações para receber um Prêmio Nobel (Clarivate Citation Laureates).